# H.V. Stockfleth
Harald Viggo Stockfleth (født 29. september 1824 i København, død 11. oktober 1879 på Frederiksberg) var en dansk dyrlæge og forfatter.

## Uddannelse og tidlig karrier
Faderen var guldsmedemester Heinrich Christian Stockfleth; Moderen hed Anna Louise (født Clausen). Da forældrene var uformuende og havde mange børn, kunne de ikke anvende synderligt på deres undervisning, og Stockfleth kom først, da han var 13 år gammel, i en tarvelig borgerskole. I 1840 tog han forberedelseseksamen ved Københavns Universitet og blev elev på Veterinærskolen, hvorfra han dimitteredes i 1844. Straks efter blev han ansat som kandidat i skolens ambulatoriske klinik, hvor han i 2½ år arbejdede under vejledning af den dygtige praktiker H.P. Tolstrup, som siden 1813 havde været dyrlæge ved Veterinærskolen og selvfølgelig sad inde med en overordentlig stor erfaring, der nu kom hans opvakte og livlig interesserede lærling til gode.
Sygdom nødte 1846 Stockfleth til at opgive stillingen ved skolen, og af helbredshensyn tog han 1847 bolig i Valby som dyrlæge, som på daværende tidspunkt var beliggende i landlige omgivelser. Her kom han sig, og han fik efterhånden en stor praksis, som forøgedes, efter at han i 1848 var flyttet til Vesterbro. Efter at Tolstrup i 1847 havde forladt Veterinærskolen, havde man forsøgt at undvære en "dyrlæge" ved denne, men praksissen tog betænkelig af, og for at ophjælpe den blev man nødt til i 1850 at opfordre Stockfleth til at overtage Tolstrups gamle stilling. Han virkede nu med så megen dygtighed, at man i 1858 ved flytningen af Veterinærskolen til den nyoprettede Veterinær- og Landbohøjskole betroede ham, den "ulærde" dyrlæge, en lærerplads ved samme og ansatte ham som lektor i kirurgi og fødselshjælp samt i ambulatorisk klinik, i hvilken stilling han forblev til sin død.

## Virke på Veterinærskolen
Stockfleths ansættelse som lærer vakte stor glæde inden for dyrlægestanden, der for første gang så en af sine egne, som slet ikke havde anden uddannelse end dyrlægens, vinde frem i første linje. Og de store forventninger, man nærede til ham, blev ikke skuffede. Hele sit liv igennem virkede han med rastløs iver for sit fags fremme. Han var en udmærket lærer, i det han med fremragende praktisk dygtighed forbandt en usædvanlig videnskabelig begavelse, utrættelig flid og klar fremstillingsevne. Han har ikke blot haft den store betydning på de patologiske fags område at være bæreren af den gode, men noget hensygnede tradition fra Peter Christian Abildgaards og Erik Viborgs dage; han har desuden bidraget væsentligt til at bringe veterinærvidenskaben fremad.
Mens Stockfleth på det praktiske område havde fået en god vejledning, var hans videnskabelige uddannelse sikkert fra først af meget mangelfuld; her måtte han uden tvivl væsentlig blive autodidakt, og desto mere må man beundre den indsigt, han efterhånden opnåede. Noget bidrog hertil forskellige studierejser, han imellem 1853 og 1876 foretog til Tyskland, Østrig, Schweiz, Norditalien, Frankrig, Belgien, England, Skotland og Sverige, og ikke ringe nytte har han sikkert haft af den forbindelse med lægevidenskaben, hvori hans yngre broder, lægen William Stockfleth (1836-1909), bragte ham, men først og fremmest var den dog resultatet af hans udmærkede iagttagelsesevne og af den videnskabelige grundighed, hvormed han bearbejdede så vel sit eget rige erfaringsmateriale som det, han fik fra sine kolleger og elever, med hvem han stadig stod i den livligste forbindelse.

## Litterær virksomhed
Stockfleths litterære virksomhed er meget omfangsrig. I Tidsskrift for Veterinærer findes i 2.-16. bind talrige artikler af ham, dels udførlige beretninger om nogle af hans rejser, dels kliniske iagttagelser over de forskelligste sygdomme, mange af stor værdi. I 1861 og 1863 udgav han end videre som selvstændige bøger to indholdsrige samlinger af Kliniske Iagttagelser. Som særlig betydningsfulde fortjener at nævnes hans studier over den tidligere ikke særlig påagtede hestesygdom Rygmarvstyfus og over Kastration af Klaphingste. I mange år udførte han dernæst et stort arbejde ved som sekretær i Dyrlægeforeningen at bearbejde de beretninger, der indsendtes af dyrlægerne til belysning af forskellige til drøftelse opstillede emner og ved at redigere beretningerne om møderne. Efter at det i 1860 var blevet ham overdraget at holde foredrag for landbrugsstuderende ved Højskolen over de vigtigste husdyrsygdomme, udgav han i 1862 en Kort Fremstilling af de vigtigste Sygdomme hos Hesten, Oxen og Faaret, en fortræffelig lille bog, som indtil 1877 udkom i 3 oplag.
Hans hovedværk er imidlertid den store, helt igennem på selvstændige studier byggede Haandbog i Veterinærkirurgien, der begyndte at udkomme i 1868. Han nåede kun at fuldføre 2 bind, men i 1888 og 1900 blev det manglende udgivet som to supplementhæfter af Bernhard Bang og A.W. Mørkeberg, hvoraf navnlig det første hæfte væsentlig var udført på grundlag af et af Stockfleth efterladt manuskript. Dette værk var et for sin tid fortræffeligt arbejde, og det vakte ved sin fremkomst stor opmærksomhed ikke blot i Danmark, men også i udlandet, efter at det (ligesom i øvrigt enkelte af hans mindre arbejder) var blevet oversat på tysk.

## Foreningsliv
Stockfleth var i høj grad agtet og elsket af dyrlægerne, som i stor udstrækning tyede til ham, når de trængte til råd og støtte. Det følger af sig selv, at han spillede en meget stor rolle i deres foreningsliv. Af Den Danske Dyrlægeforening var han medstifter i 1849, indtil 1874 var han dens sekretær og siden, til sin død, dens formand, og man kan med rette sige, at det væsentlig var ham, der bar den oppe i de første 30 år. Efter hans forslag stiftedes ved Veterinærskolens hundredårsfest 13. juli 1873 et Jubilæumsfond, der har gjort megen nytte ved at uddele præmier for selvstændige undersøgelser over veterinære emner og rejsestipendier for dyrlæger. Af det veterinære sundhedsråd blev han medlem 1870, og også her udfoldede han en gavnlig virksomhed.
Ved sit 25 års jubilæum som dyrlæge modtog han talrige beviser på sine kollegers, sine elevers og sine medborgeres hengivenhed. Også ved andre lejligheder vistes der ham forskellige hædersbevisninger (professortitelen fik han 1869); den højeste fik han, da det medicinske fakultet udnævnte ham til æresdoktor ved Universitetets firehundredårsfest 1879. 1873 blev han Ridder af Dannebrog.

## Død og eftermæle
I de sidste år tog hans kræfter kendelig af på grund af en kronisk nyresygdom, men det var dog ret uventet, da en hjertelidelse pludselig bortkaldte ham. Hans død vakte almindelig sorg, ikke blot hos hans talrige elever og kolleger, men også hos de mange mennesker, hvis husdyr han havde behandlet. Han havde et eget greb på at omgåes folk af alle samfundsklasser.
Ved siden af en iøjnefaldende dygtighed var hans personlighed præget af et ejendommeligt liv, en elskværdig humor og en stor interesse for alt menneskeligt – egenskaber, der gjorde, at folk ikke blot så op til ham, men betragtede ham som en ven. Hvor højt han var skattet af sine kaldsfæller ser man bedst deraf, at de ikke blot kort efter hans død indsamlede en sum af omkring 2500 kroner til et mindelegat, hvis renter skulle uddeles til dyrlægers enker, men at de danske dyrlæger omkring 20 år efter hans død rejste ham et stateligt æreminde i form af en vellignende portrætbuste, der i 1900 opstilledes på den plads på Veterinær- og Landbohøjskolen, hvor han i så mange år havde virket.
Stockfleth ægtede 1855 Laura Hedegaard (født 1835), datter af landmand O.C. Hedegaard fra Nordslesvig; hun overlevede ham.
Han er begravet på Frederiksberg Ældre Kirkegård.